# Wieden (Wiener Bezirksteil)

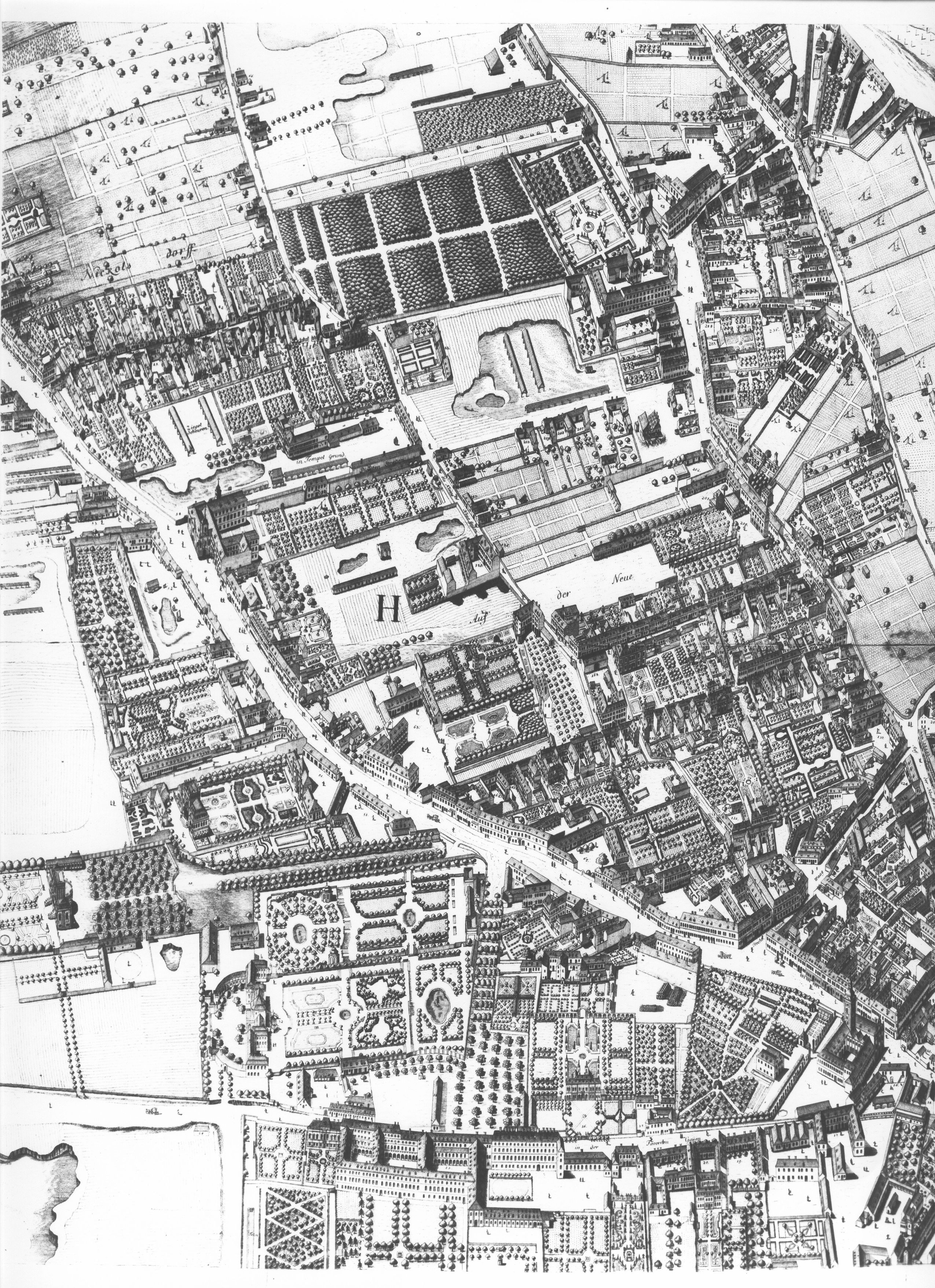
Die Wiedner Hauptstraße im Jahr 1773

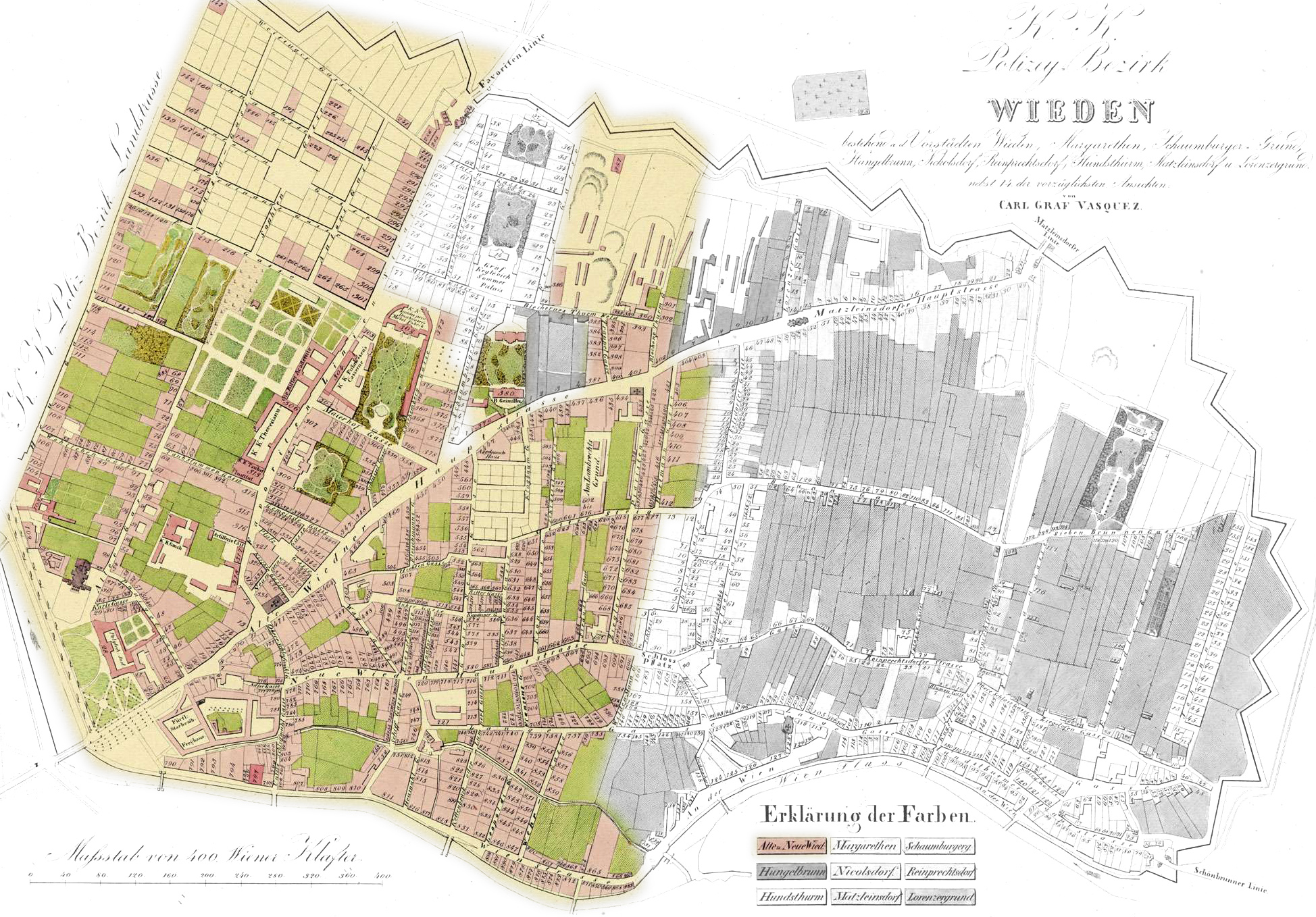
Die Wieden um 1830

Die Wieden war bis 1850 eine eigenständige Gemeinde und ist heute ein Stadtteil Wiens im gleichnamigen 4. Wiener Gemeindebezirk Wieden, reicht aber auch in den 1861 abgespaltenen Bezirk Margareten hinein.
In beiden Bezirken ist von der Stadt Wien eine bauliche Schutzzone unter dem Namen Alte und Neue Wieden definiert.

## Geschichte
Die erste urkundliche Erwähnung der Wieden fand um das Jahr 1211 als Widem im Zusammenhang mit der Errichtung des Heiligengeistspitals statt. Der Name stammt von Widum („gewidmetes Gut“), dem Ausstattungsgut einer Kirche. Die ursprüngliche Siedlung Wieden entstand gegen Ende des 12. Jahrhunderts. Sie erstreckte sich am Wienfluss entlang bis zum heutigen Karlsplatz. Die dicht besiedelte Vorstadt Wiens wurde sowohl in der Türkenbelagerung 1529 als auch 1683 niedergebrannt. Der Hauptausbau der Wieden fand vor allem im 18. Jahrhundert statt. Es entstanden zahlreiche Adelspaläste. Im Jahre 1850 wurde der Ort Wieden schließlich der namensgebende Stadtteil des neuen 4. Wiener Gemeindebezirkes.

## Wappen
Das sprechende Wappen der Wieden zeigt einen Weidenbaum, was auf einer Fehlinterpretation des Namens Wieden beruht.

## Name
Wieden leitet sich vom Widum (immobiles Vermögen der Pfarrpfründe) von Sankt Stephan ab. In der Tat stand die Wieden von 1137 bis 1723 zu großen Teilen im Besitz des Domstifts zu St. Stephan.
Ähnlich klingende Ableitungen in einigen (vor allem west-) slawischen Sprachen bezeichnen die ganze Stadt Wien:
- tschechisch: Vídeň
- slowakisch: Viedeň
- polnisch: Wiedeń
- ukrainisch: Відень (Viden)

## Persönlichkeiten
- Josephine Haas (1783–1846), Wohltäterin
- Joseph Ulrich Danhauser (1780–1829), Möbelfabrikant
- Josef Feid (1806–1870), Maler
- Eduard Ritter (1808–1853), Maler
- Adalbert Nikolaus Fuchs (1814–1886), Agrarwissenschaftler
- Karl Lueger (1844–1910), Wiener Bürgermeister
- Johann Matthias Ranftl (1804–1854), Maler und Grafiker
- Albrecht Schrauf (1837–1897), Mineraloge
- Johann Arzberger (1778–1835), Techniker